# Linfocita NK

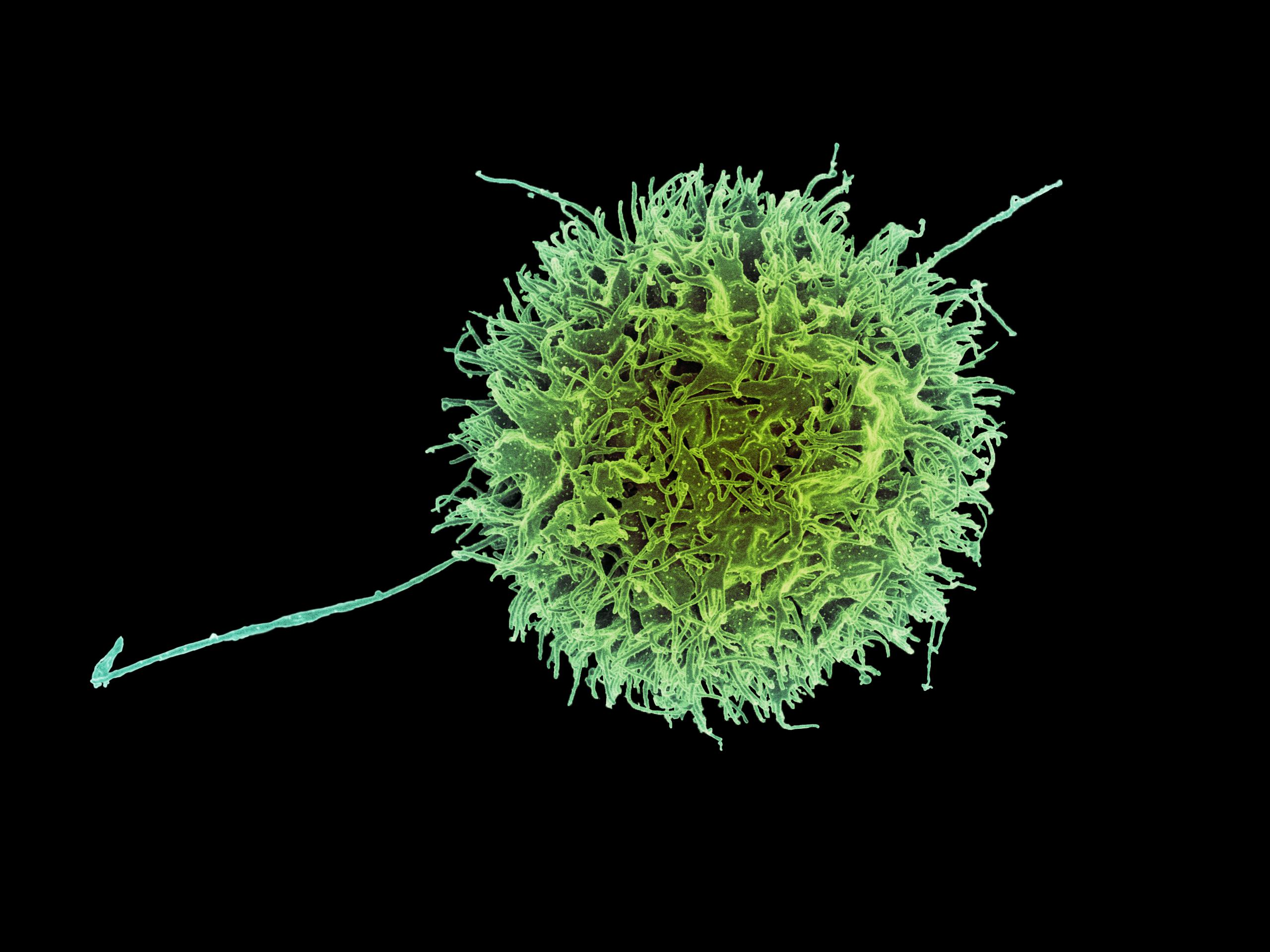
Un linfocita Natural Killer al microscopio elettronico a scansione (SEM) (colorato artificialmente)

Le cellule Natural killer o cellule NK sono una classe di cellule citotossiche del sistema immunitario, particolarmente importanti nel riconoscimento e distruzione di cellule cancerose o infette da virus, con un meccanismo d'azione che viene definito "naturale" poiché riconoscono il target aspecificamente e senza l'ausilio di molecole del complesso maggiore di istocompatibilità (MHC), provocando così la lisi o l'apoptosi delle cellule bersaglio. Se stimolate con particolari citochine della classe degli interferoni, come gli INF di tipo α, β, e ɣ, interleuchina 2 (IL-2) o IL-12, sono in grado di aumentare il loro potere citotossico. Un'altra denominazione è quella di grandi linfociti granulari (large granular lymphocyte, LGL) a causa delle dimensioni maggiori rispetto ai linfociti B e T e per la presenza di granuli preformati nel citoplasma, contenenti i mediatori della loro citotossicità (ad esempio l'interferone di tipo γ, il TNF e GM-CSF). Le NK non necessitano di attivazione, avendo un sistema di riconoscimento del target del tutto diverso e indipendente dal "riconoscimento dell'antigene" caratteristico degli altri linfociti (T e B) ed essendo prive dei complessi recettoriali TCR e BCR. Le NK infatti esplicano un'importante azione come prima difesa, tipica dell'immunità innata, soprattutto verso cellule in stadi avanzati di carcinogenesi. Infatti le cellule cancerose, non esprimendo sulla loro superficie l'MHC-I a causa del processo di carcinogenesi menzionato prima, sfuggirebbero ad altri tipi di controllo immunitario da parte di altri linfociti che come meccanismo primario di riconoscimento utilizzano proprio questo complesso.
Le cellule NK derivano dalla cellula staminale linfoide, generante entrambe le linee linfoidi B, T e le cellule dendritiche. Appartengono al gruppo delle cellule linfoidi innate e maturano in vari organi linfoidi fra cui: linfonodi, milza, tonsille, timo e il midollo osseo dai quali poi, una volta selezionate, ritornano nel circolo ematico.

## Descrizione
Sono importante oggetto di studio nella ricerca contro il cancro. Sono le uniche cellule del sistema immunitario che non vengono prodotte durante la vita dell'organismo, si formano infatti durante la dodicesima settimana di sviluppo dell'embrione.
Queste cellule sono le meno specializzate del sistema immunitario e distruggono ogni elemento cellulare riconosciuto come "non-proprio". Il riconoscimento non avviene grazie a interazioni con il complesso maggiore di istocompatibilità.
A differenza dei linfociti T citotossici le cellule NK riconoscono come non-self le cellule con bassa espressione di MHC-I o che non presentano questo complesso come le cellule cancerose, inducendone la lisi; infatti le NK non trovando i giusti recettori self liberano intorno alla cellula estranea o modificata le perforine e i granzimi, le prime formano dei pori nella membrana plasmatica e i secondi, entrando attraverso questi pori, inducono la cascata caspasica e quindi la morte della cellula per apoptosi.
Cellule con alta espressione di MHC-I sono resistenti alla citotossicità mediata dalle cellule NK perché queste ultime posseggono sulla loro superficie una famiglia di recettori inibitori (KIRs) che, ingaggiati nel legame con il complesso MHC-I mediano una cascata di segnali che prevengono il rilascio dei granuli citotossici.
Inoltre le cellule NK sono importanti per lo sviluppo delle cellule dendritiche in cellule APC (cellule presentanti l'antigene). Qualora infatti queste ultime si differenzino male (ossia quando non presentano abbastanza MHC di tipo I e II o non li presentano affatto) si attiva la loro capacità citotossica portando alla lisi della cellula dendritica.

## Recettori delle cellule NK
I recettori delle cellule NK possono essere differenziati in base alla funzione. Le cellule NK non sono un sottogruppo della famiglia dei linfociti T. I recettori di citotossicità naturale inducono direttamente l'apoptosi dopo il legame con il ligando Fas che indica direttamente la presenza d'infezione in una cellula. I recettori MHC indipendenti, utilizzano una via alternativa per indurre l'apoptosi nelle cellule infette. L'attivazione delle cellule NK è determinata dall'omeostasi fra la stimolazione inibitoria e attivante dei recettori. Ad esempio, se il segnale del recettore inibitorio è più intenso, l'attività delle cellule NK sarà inibita; di contro, se il segnale di attivazione è dominante, ne risulterà l'attivazione della cellula.
I recettori delle cellule NK (i recettori inibitori, così come alcuni attivanti) sono differenziati per struttura:

### Recettori inibitori
La cellula NK dispone di tre tipi di recettori inibitori, i quali, se attivati, trasducono un segnale inibitorio alla cellula stessa impedendo di esplicare la sua azione litica.
- Recettori della famiglia KIR (Killer-cell Immunoglobulin-like receptors), appartengono a una famiglia multigene di recettori extracellulari con dominio simil immunoglobulinico più evoluto; sono presenti nei primati non umani e sono i principali recettori sia per i classici MHC-I (HLA-A, HLA-B, HLA-C), sia per quelli non classici ovvero Mamu-G (HLA-G) nei primati. Alcuni KIR sono specifici per alcuni sottotipi di HLA. La maggior parte dei KIR sono inibitori e dominanti. Le cellule normali esprimono MHC di classe 1, quindi sono riconosciute dai recettori KIR e quindi l'uccisione mediata dalle cellule NK è inibita.[5]
- Recettori della famiglia LIR sono membri della famiglia dei recettori immunoglobulina simili, di recente scoperta.
- CD94 / NKG2 (eterodimeri), un recettore della famiglia delle lectine di tipo C, è conservato sia nei roditori sia nei primati e identifica molecole MHC-I non classiche (anche non polimorfiche) come HLA-E. L'espressione di HLA-E sulla superficie cellulare dipende dalla presenza dell'epitopo peptidico nonamero derivato dalla sequenza del segnale delle molecole classiche di MHC di classe I, che è generata dall'azione sequenziale della peptidasi del peptide segnale e del proteasoma. Sebbene indiretto, questo è un modo per esaminare i livelli delle molecole HLA classiche (polimorfiche).[6]
- Ly49 (omodimeri) ha isoforme sia attivanti sia inibitorie. Sono altamente polimorfici a livello di popolazione; sebbene siano strutturalmente estranei ai KIR, sono gli omologhi funzionali dei KIR nei topi, incluso il pattern di espressione. Ly49s è un recettore per molecole MHC I classiche (polimorfiche).

### Recettori attivatori
La mancanza di attivazione dei segnali inibitori e la contemporanea attivazione dei segnali attivatori provoca l'armamento della NK. Ci sono quattro tipi di recettori attivatori.
- Recettori NKR
- NKG2D
- Co-recettore attivatorio 2B4
- DNAM-1
- KIR2DS[7]
- CD16 (FcγIIIA): gioca un ruolo importante nella citotossicità cellulo-mediata anticorpo-dipendente; in particolare, legando le IgG. Inoltre questa molecola è utile nell'identificazione della linea cellulare NK, mediante tecnica di citofluorimetria, marcando la proteina con un anticorpo monoclonale legato a un fluorocromo.[8]
- NCR (natural cytotoxicity receptors - recettori naturali della citotossicità): appartengono alle proteine transmembrana di tipo 1 della superfamiglia delle immunoglobuline e, dopo stimolazione, mediano l'uccisione di cellule e il rilascio di IFNγ. Legano antigeni virali come l'emoagglutinina e l'emoagglutinina neuraminidasi, alcuni ligandi batterici e ligandi cellulari correlati alla crescita del tumore come PCNA.
- Ly49 (omodimero), relativamente antico, è un recettore della famiglia delle lectine di tipo C, hanno una presenza multigenica nei topi, mentre nell'uomo è presente un solo pseudogene (Ly49) che codifica per i recettori delle molecole classiche dell'MHC- I.
- TLR

## Funzioni cellulari
Apoptosi citolitica granulo mediata
Le cellule NK hanno attività citotossica; presentano piccoli granuli nel loro citoplasma contenenti proteine come la perforina e proteasi conosciute come granzimi. Una volta rilasciata in prossimità di una cellula destinata alla sua rimozione, la perforina forma dei pori nella membrana cellulare della cellula bersaglio, creando un canale acquoso attraverso il quale i granzimi e le molecole associate possono penetrare, inducendo l'apoptosi o la lisi osmotica delle cellule. È necessaria e importante una distinzione tra apoptosi e lisi cellulare; infatti il lisare una cellula infetta da virus potrebbe potenzialmente rilasciare virioni, mentre l'apoptosi porta alla distruzione della cellula in toto e quindi anche del materiale genetico e proteico virale. Le α-defensine, molecole antimicrobiche, sono secrete dalle cellule NK e uccidono direttamente i batteri frammentando le loro pareti cellulari in un modo analogo a quello utilizzato dai neutrofili.
Citotossicità cellulo mediata anticorpo dipendente
Le cellule infette sono abitualmente opsonizzate con anticorpi per il rilevamento da parte delle cellule immunitarie. Gli anticorpi che si legano agli antigeni possono essere riconosciuti dai recettori FcγRIII (CD16) espressi sulle cellule NK, con conseguente attivazione dei NK, con conseguente rilascio di granuli citolitici e di conseguenza provocando l'apoptosi cellulare dell'entità infetta. Questo meccanismo d'azione sta alla base del principio di trattamento di un importante farmaco chemioterapico a base di anticorpi monoclonali come rituximab (Rituxan), ofatumumab (Azzera) e altri ancora. Il contributo della citotossicità cellulo mediata anticorpo dipendente all'uccisione di cellule cancerose può essere misurato con un test specifico che utilizza l'NK-92 che è stato trasfettato con un FcR ad alta affinità. I risultati sono confrontati con il "wild type" NK-92 che non esprime l'FcR.

### Attivazione di linfociti T citotossici e citochinici (CTL)
Le citochine giocano un ruolo cruciale nell'attivazione dei linfociti NK. Poiché queste sono molecole dello stress rilasciate da cellule su infezione virale, servono a segnalare alla cellula NK la presenza di virus nell'area infetta. Le citochine coinvolte nell'attivazione NK includono IL-12, IL-15, IL-18, IL-2 e CCL5. Le cellule NK sono attivate in risposta a interferoni o citochine derivate da macrofagi. Servono a contenere le infezioni virali mentre la risposta immunitaria adattativa genera cellule T citotossiche antigene-specifiche che possono eliminare l'infezione. Le cellule NK lavorano per controllare le infezioni virali secernendo IFNγ e TNFα. L'IFNγ attiva i macrofagi per la fagocitosi e la lisi, mentre il TNFα agisce per promuovere l'uccisione diretta delle cellule tumorali. I pazienti con carenza di cellule NK si dimostrano altamente suscettibili alle prime fasi dell'infezione da virus dell'herpes.

### Ipotesi "auto" mancante
Per le cellule NK atte a difendere il corpo contro virus e altri patogeni sono richiesti meccanismi che inibiscono la determinazione di una cellula infetta o meno. I meccanismi esatti rimangono oggetto di indagine corrente, ma si ritiene che sia coinvolto il riconoscimento di uno stato di "sé alterato". Per controllare la loro attività citotossica, le cellule NK possiedono due tipi di recettori di superficie: recettori attivatori e recettori inibitori, compresi i recettori immunoglobulinici delle cellule killer. La maggior parte di questi recettori non sono unici per le cellule NK e possono essere presenti anche in alcuni sottoinsiemi di linfociti T.
I recettori inibitori riconoscono gli alleli MHC I, che potrebbe spiegare perché le cellule NK preferenzialmente uccidono le cellule che possiedono bassi livelli di molecole di MHC I. Questa modalità di interazione con le cellule NK è conosciuta come "auto-riconoscimento mancante", un termine coniato da Klas Kärre e dai suoi collaboratori alla fine degli anni 1990. Le molecole MHC di classe I sono il principale meccanismo mediante il quale le cellule mostrano antigeni virali o tumorali alle cellule T citotossiche. Un adattamento evolutivo comune a questo è visto sia nei microbi intercellulari sia nei tumori: la cronica regolazione verso il basso delle molecole MHC I, che rende le cellule colpite invisibili alle cellule T, consente loro di eludere l'immunità mediata dalle cellule T. Le cellule NK apparentemente si sono evolute come risposta evolutiva a questo adattamento (la perdita del MHC elimina l'azione CD4 / CD8, quindi un'altra cellula immunitaria si è evoluta per adempiere alla funzione).

### Sorveglianza delle cellule cancerose
Le cellule NK spesso mancano di recettori di superficie cellulare antigene-specifici, quindi fanno parte dell'immunità innata, cioè sono in grado di reagire immediatamente senza alcuna precedente esposizione al patogeno. Sia nei topi sia nell'uomo, i linfociti NK possono giocare un ruolo importante nell'immunosorveglianza dei tumori inducendo direttamente la morte delle cellule cancerose (gli NK agiscono come linfociti dell'effetto citolitico), anche in assenza di molecole di adesione superficiale e peptidi antigenici. Questo ruolo delle cellule NK è fondamentale per il successo immunitario, soprattutto perché le cellule T non sono in grado di riconoscere i patogeni in assenza di antigeni di superficie.  Il rilevamento delle cellule cancerose determina l'attivazione delle cellule NK e la conseguente produzione e rilascio di citochine.
Se le cellule cancerose non causano l'infiammazione, saranno anche considerate come self (proprie all'organismo) e non inducono una risposta delle cellule T. Un numero di citochine sono prodotte da NK, compreso il fattore di necrosi tumorale α (TNFα), l'IFNγ e l'interleuchina (IL-10). Il TNFα e l'IL-10 agiscono rispettivamente da proinfiammatori e immunosoppressori. L'attivazione delle cellule NK e la successiva produzione delle cellule effettrici citolitiche impatta su macrofagi, cellule dendritiche e neutrofili, che successivamente abilita le risposte delle cellule T e B antigene-specifiche. Invece di agire attraverso i recettori antigene-specifici, la lisi delle cellule cancerose da parte delle cellule NK è mediata da recettori alternativi, tra cui NKG2D, NKp44, NKp46, NKp30 e DNAM. L'NKG2D è un omodimero legato al disolfuro che riconosce un numero di ligandi, tra cui ULBP e MICA, che sono tipicamente espressi sulle cellule tumorali. Il ruolo dell'interfaccia delle cellule NK delle cellule dendritiche in immunobiologia è stato studiato e definito fondamentale per la comprensione del complesso sistema immunitario.
I linfociti NK, insieme a macrofagi e diversi altri tipi di cellule, esprimono la molecola del recettore Fc (FcR) (FC-gamma-RIII = CD16), un recettore biochimico attivante che lega la porzione di Fc agli anticorpi di classe IgG. Questo permette alle cellule NK di colpire le cellule contro le quali è stata avviata una risposta umorale e di ledere cellule attraverso citotossicità anticorpo-dipendente (ADCC). Questa risposta dipende dall'affinità del recettore Fc espressa sulle cellule NK, che può avere un'affinità elevata, intermedia e bassa per la porzione Fc dell'anticorpo. Questa affinità è determinata dall'amminoacido in posizione 158 della proteina, che può essere fenilalanina (allele F) o valina (allele V). Gli individui con FcRgammRIII ad alta affinità (allele 158 V / V) rispondono meglio alla terapia con anticorpi. Questo è stato dimostrato per i pazienti affetti da linfoma che hanno ricevuto l'anticorpo Rituxan. I pazienti che esprimono l'allele 158 V / V hanno una migliore risposta antitumorale. Solo il 15-25% della popolazione esprime l'allele 158 V / V. Per determinare il contributo ADCC degli anticorpi monoclonali, le cellule NK-92 (una linea cellulare "pura" NK) sono state trasfettate con il gene per l'FcR ad alta affinità.

### Funzionalità adattive dei linfociti NK: linfociti NK "memoria", "adattivi" e memoria
La capacità di generare cellule di memoria a seguito di un'infezione primaria e la conseguente rapida attivazione immunitaria e risposta alle infezioni successive dallo stesso antigene è fondamentale per il ruolo che le cellule T e B svolgono nella risposta immunitaria adattativa. Per molti anni, le cellule NK sono state considerate come una parte del sistema immunitario innato. Tuttavia, recenti evidenze crescenti suggeriscono che le cellule NK possono mostrare diverse caratteristiche che sono solitamente attribuite a cellule immunitarie adattative (ad esempio risposte di cellule T) quali espansione dinamica e contrazione di sottogruppi, maggiore longevità e una forma di memoria immunologica, caratterizzata da un più potente risposta su una sfida secondaria con lo stesso antigene.
Nei topi, la maggior parte delle ricerche è stata condotta tramite citomegalovirus murino (MCMV) e in modelli di reazioni di ipersensibilità all'aptene. Soprattutto nel modello MCMV sono state scoperte le funzioni di memoria protettiva delle cellule NK indotte da MCMV
e il riconoscimento diretto del ligando MCMV m157 da parte del recettore Ly49 è stato dimostrato essere cruciale per la generazione di risposte di cellule NK adattive.
Negli esseri umani, la maggior parte degli studi si è concentrata sull'espansione di un sottogruppo di cellule NK che porta il recettore NKG2C attivante. Tali espansioni sono state osservate principalmente in risposta all'herpesvirus umano 5 (HCMV), ma anche in altre infezioni come Hantavirus, Chikungunya, HIV o epatiti virali. Tuttavia, se queste infezioni virali attivano l'espansione delle cellule NKG2C+ adattive o se altre infezioni provocano la riattivazione dell'HCMV latente (come suggerito per l'epatite
), rimane oggetto di studio. In particolare, ulteriori approfondimenti sulla biologia delle cellule adattive NK sono ostacolati dal fatto che non è stato ancora identificato un ligando virale diretto per NKG2C.

### Funzione dei linfociti NK nella gravidanza
Poiché la maggior parte delle gravidanze coinvolge due genitori che non sono abbinati ai tessuti, una gravidanza riuscita richiede che il sistema immunitario della madre sia soppresso. Le cellule NK sono pensate per essere un tipo di cellula importante in questo processo. Queste cellule sono conosciute come "cellule NK uterine" (cellule uNK) e differiscono dalle cellule NK periferiche. Esse appartengono al sottoinsieme dei linfociti NK CD56, potente con la secrezione delle citochine, ma con bassa capacità citotossica e relativamente simile alle cellule NK CD56 periferiche, con un profilo del recettore leggermente diverso. Queste celle uNK sono i più abbondanti leucociti presenti in utero all'inizio della gravidanza, che rappresentano circa il 70% dei leucociti qui, ma la loro provenienza resta ignota.
Queste cellule NK hanno la capacità di provocare citotossicità cellulare in vitro, ma a un livello inferiore rispetto alle cellule NK periferiche, nonostante contengano perforina. La mancanza di citotossicità in vivo può essere dovuta alla presenza di ligandi per i loro recettori inibitori. Le cellule di trofoblasto sottoregolano HLA-A e HLA-B per difendersi contro la morte mediata da cellule T citotossiche. Ciò normalmente innescherebbe le cellule NK perdendo il riconoscimento personale; tuttavia, queste cellule sopravvivono. La ritenzione selettiva di HLA-E (che è un ligando per il recettore inibitore delle cellule NK NKG2A) e HLA-G (che è un ligando per il recettore inibitore delle cellule NK KIR2DL4) dal trofoblasto è pensato per difenderlo contro la morte mediata dalle cellule NK.
Le cellule NK uterine non hanno mostrato differenze significative nelle donne con poliabortività comparata con controlli. Tuttavia, percentuali di cellule NK periferiche più elevate si verificano nelle donne con aborti ricorrenti rispetto ai gruppi di controllo.
Le cellule NK secernono un alto livello di citochine che aiutano a mediare la loro funzione. Sono incluse alcune importanti citochine come TNF-α, IL-10, IFN-γe TGF-β, tra le altre. Ad esempio, IFN-γ dilata e assottiglia le pareti delle arterie materne a spirale per accrescere il flusso di sangue verso il sito di impianto.

### Evasione delle cellule NK da parte delle cellule cancerose
Eliminando i ligandi solubili di esca NKG2D, le cellule cancerose possono evitare risposte immunitarie. Questi ligandi NKG2D solubili si legano ai recettori NKG2D delle cellule NK, attivando una falsa risposta NK e conseguentemente creando competizione per il sito del recettore. Questo metodo di evasione avviene nel cancro alla prostata. Inoltre, il cancro alla prostata può eludere il riconoscimento delle cellule CD8 a causa della sua capacità di sottoregolazione dell'espressione delle molecole di classe 1 di MHC. Questo esempio di evasione immunitaria mette in evidenza l'importanza delle cellule NK nella sorveglianza e nella risposta del cancro, poiché le cellule CD8 possono quindi agire solo sulle cellule cancerose in risposta alla produzione di citochine avviata da NK (risposta immunitaria adattativa).

## Storia
Nei primi esperimenti sulla citotossicità cellulo-mediata contro le cellule target tumorali, sia nei pazienti oncologici sia nei modelli animali, i ricercatori hanno costantemente osservato quella che veniva definita una reattività "naturale", cioè una certa popolazione di cellule sembrava essere in grado di lisare le cellule tumorali senza essersi precedentemente sensibilizzate a loro. Il primo studio pubblicato per affermare che le cellule linfoidi non trattate fossero in grado di conferire una naturale immunità ai tumori fu eseguito dal dottor Henry Smith presso la Facoltà di Medicina dell'Università di Leeds nel 1966, arrivando alla conclusione che "il fenomeno appariva essere un'espressione di un meccanismo di difesa nei confronti della crescita del tumore presente nei topi normali." Altri ricercatori avevano anche fatto osservazioni simili, ma poiché queste scoperte erano incoerenti con il modello stabilito all'epoca, molti considerarono inizialmente queste osservazioni come artefatti.
Nel 1973, l'attività di "eccidio natural" fu stabilita attraverso un'ampia varietà di specie e fu postulata l'esistenza di un lignaggio separato di cellule in possesso di questa capacità. La scoperta del fatto che un tipo unico di linfociti fosse responsabile della citotossicità "naturale" o spontanea fu fatta nei primi anni 1970 dallo studente di dottorato Rolf Kiessling e dal collega postdottorato Hugh Pross nel topo,  e da Hugh Pross e dallo studente di dottorato Mikael Jondal nell'uomo. Gli esperimenti sul topo e sull'uomo furono eseguiti rispettivamente sotto la supervisione dei professori Eva Klein e Hans Wigzell dell'Istituto Karolinska di Stoccolma. La ricerca di Kiessling coinvolse la capacità ben caratterizzata dei linfociti T di lisare le cellule tumorali contro le quali erano stati precedentemente immunizzati. Pross e Jondal stavano studiando la citotossicità cellulo-mediata nel sangue umano normale e l'effetto della rimozione di varie cellule portatrici di recettori su questa citotossicità. Più tardi nello stesso anno, Ronald Herberman pubblicò dati simili riguardo alla natura unica della cellula effettrice del topo.
I dati sull'uomo furono confermati per gran parte dall'Occidente et al. usando tecniche simili e la stessa linea cellulare bersaglio eritroleucemica, il K562. Il K562 è altamente sensibile alla lisi da parte delle cellule NK umane e, nel corso dei decenni, il dosaggio di rilascio di cromo 51 K562 è diventato il test più comunemente utilizzato per rilevare l'attività funzionale dell'NK umano. Il suo uso quasi universale ha fatto sì che i dati sperimentali potessero essere confrontati facilmente da diversi laboratori in tutto il mondo.
Usando centrifugazione a densità discontinua, e in seguito anticorpi monoclonali, l'abilità di uccisione naturale fu mappata al sottoinsieme di linfociti grandi e granulari noti oggi come cellule NK. La dimostrazione del fatto che i linfociti granulari a gradiente di densità erano responsabili dell'attività umana degli NK, fatta da Timonen e Saksela nel 1980, fu la prima volta in cui i linfociti NK furono visti al microscopio e fu un importante passo avanti nel settore.

## Nuove scoperte

### Terapia anticancro
Dal momento che le cellule NK riconoscono le cellule bersaglio quando esprimono antigeni non HLA (ma non auto), le infusioni di cellule NK autologhe (pazienti) non hanno mostrato alcun effetto antitumorale. Invece, i ricercatori stanno lavorando sull'uso di cellule allogeniche dal sangue periferico, che richiede che tutte le cellule T vengano rimosse prima dell'infusione nei pazienti per rimuovere il rischio di graft-versus-host disease, che può essere fatale. Questo può essere ottenuto utilizzando una colonna immunomagnetica (CliniMACS). Inoltre, a causa del numero limitato di cellule NK nel sangue (solo il 10% dei linfociti sono cellule NK), il loro numero deve essere espanso in coltura. Questo può richiedere alcune settimane e la resa è dipendente dal donatore. Un modo più semplice per ottenere un alto numero di cellule NK è pure quello di espandere le cellule NK-92 le cui cellule crescono continuamente in coltura e possono essere espanse fino a numeri clinici in sacchetti o bioreattori. Studi clinici hanno dimostrato che è ben tollerato e alcune risposte antitumorali sono state osservate in pazienti con carcinoma polmonare, melanoma e linfoma.
Le infusioni di linfociti T ingegnerizzate per esprimere un recettore chimerico antigene che riconosce una molecola antigenica su cellule leucemiche potrebbero indurre remissioni in pazienti con leucemia avanzata. Sono presenti sfide logistiche per l'espansione dei linfociti T e i ricercatori stanno lavorando per applicare la stessa tecnologia ai linfociti NK del sangue periferico e NK-92.
In uno studio al Boston Children's Hospital, in coordinamento con il Dana-Farber Cancer Institute, in cui i topi immunocompromessi avevano contratto i linfomi dall'infezione EBV, un recettore NK-2 attivante NK è stato fuso con una porzione di stimolante Fc dell'anticorpo EBV.  La fusione NKG2D-Fc si è dimostrata in grado di ridurre la crescita tumorale e prolungare la sopravvivenza dei riceventi. In un modello di trapianto di linfomi alimentati con LMP1, la fusione NKG2D-Fc si è dimostrata in grado di ridurre la crescita tumorale e prolungare la sopravvivenza dei riceventi.
Nel caso del tumore al polmone è stato dimostrato che l'immunoterapia blocca l'interazione tra le due proteine SMAD3 e BRD4 all’interno del nucleo delle cellule Natural Killer, ripristinando la capacità antitumorale delle cellule Natural Killer.

### Innata resistenza all'HIV
Ricerche recenti suggeriscono che specifiche interazioni genetiche KIR-MHC di classe I potrebbero controllare la resistenza genetica innata a certe infezioni virali, tra cui l'HIV e il suo conseguente sviluppo dell'AIDS. Alcuni allotipi di HLA sono stati trovati per determinare la progressione dell'HIV all'AIDS; un esempio sono gli alleli HLA-B57 e HLA-B27, i quali si è scoperto rallentino la progressione dall'HIV all'AIDS. Questo è evidente perché i pazienti che esprimono questi alleli HLA hanno un carico virale più basso e un declino più graduale in numeri di cellule CD4+ T.  Nonostante le considerevoli ricerche e i dati raccolti misurino la correlazione genetica degli alleli HLA e degli allotipi KIR, non è ancora stata presa una conclusione definitiva su quale combinazione offra una minore suscettibilità all'HIV e all'AIDS.
I linfociti NK possono imporre la pressione immunitaria sull'HIV, che precedentemente era stata descritta solo per i linfociti T e gli anticorpi. L'HIV muta per evitare l'attività dei linfociti NK.

### Linfociti NK residenti nel tessuto
La maggior parte delle nostre attuali conoscenze derivano da indagini su linfociti NK del sangue periferico splenico e umano. Tuttavia, negli ultimi anni sono state descritte popolazioni di linfociti NK residenti nei tessuti. Questi sottoinsiemi specializzati di linfociti NK possono avere un ruolo nell'omeostasi degli organi. Ad esempio, i linfociti NK sono arricchiti nel fegato umano con un fenotipo specifico e prendono parte al controllo della fibrosi epatica.